# 万顺天国
万顺天国是1990年李成福（1952年-1993年）在河南嵩县建立的一个秘密结社政权。

## 历史

### 建立
1990年1月27日（春节），河南南召县人李成福在嵩县车村乡（今車村鎮）老曼场的简易皇宫中秘密举行登基仪式，建立“万顺天国”和“万李起义军”、“安民党”，正式登基称帝，封其情妇周某为“国母娘娘”。李成福扬言，“1995年农历闰八月天下大乱”，万顺天国的军队以“农村包围城市”的方式夺取政权，“夺取政权，统稳全球”，“收回唐代全部大地，为建立一个唐世天国而奋斗”，先攻入西安，然后推翻中华人民共和国政府，重新建立唐朝并恢复唐朝行政区划，最终征服全世界。李成福强迫所有成员必须对“万顺天国”忠诚，若有人泄密，则“灭九族”。所有成员之间的联络暗号为“耕牛八百元”。
此后，李成福又拉拢老家的一名民兵团长万玉忠加入组织。1992年2月19日（正月十六），李成福下令全体成员携带财物上山在老曼场重建一座寺庙。不到一个月，寺庙就建成了，却突然遭遇暴风雪倒塌。李成福只好下令重修，4月6日建成。当天晚上，李成福举行“山寨聚义”仪式，在会上，李成福大肆诋毁中国共产党的领导，提出“夺取政权，统稳全球”、“收回唐代全部大地”、“为建立一个‘唐世天国’而奋斗”等口号，并宣读早已拟就的纲领
。
内容为：
1.打倒贪官污利（应为“吏”），救国救民。
2.打倒恶霸横行，铲除民愤。
3.消灭外来侵略，誓死保卫国家领土完整。
4.夺取西安，统稳全球。
5.收回唐代全部大地、为迠（应为“建”，下同）立一个唐世天国而英雄奋斗。
①唤起民众千百万，迠立农民各民族、各佛教，宗教、各派别团体、各爱国爱民人士、友谊系统亲属关系的大联合统一协会组织。
②一方有难，八方支援，迠立上述各方面武装组织统一战线。
③迠立各个方面的根据地，发展根据组成力量。
为鼓舞士气，李成福还在会上以“皇帝”名义，当场封官授爵，册封万玉忠为定国王、领兵元帅；谭振军为右肩王、西台御史；郭建功为右丞相；最低一级官员被封为提督。

### 灭亡
万顺天国极盛时期，除了李成福本人，只有16名成员，其中包括4名共产党员。
1991年8月16日，車村鄉派出所民警接到报告称在老曼场有“真命天子”，国号为“万顺天国”，于是派出所认定“万顺天国”为反革命组织，将一名代号为“708”的卧底打入万顺天国内部秘密侦查。情报收集完全后，1992年4月8日，嵩县公安局召开紧急会议，决定当夜消灭万顺天国。下午8时，洛阳市、嵩县警方开始搜捕工作。次日凌晨1时半，李成福及其全部成员被警方逮捕。李成福后被判处死刑。万顺天国就此亡国。
据说李成福被捕后，其子李玉明继位，周某被尊为皇太后。不久因警方进行人口普查時被发现旋即被捕。

### 后续
2020年6月1日，当时万顺天国”案侦破小组的负责人之一，时任嵩县公安局副局长的李德晨在名为“扫花文学”的微信公众号上发表题为《嵩南“万顺天国”案侦破始末》的文章介绍该案的侦破始末。并在文章中透露其在百度百科看到万顺天国的词条后勾起其思绪。随后两次到洛阳市中级人民法院查阅了案卷并与当年参与案件的同志们沟通了一下 ，感觉还是有责任把真实的情况整理一下，还原一个真实的“万顺天国”。